# .kg
.kg este un domeniu de internet de nivel superior, pentru Kârgâzstan (ccTLD).